# Kitty Kiernan
Catherine Brigid "Kitty" Kiernan (Granard, 1892 - Dublin, 24 de Julho de 1945) foi a noiva do líder de revolucionário irlandês Michael Collins. Kitty conheceu e apaixonou Michael Collins, juntamente com o seu melhor amigo Harry Boland. Seis anos mais tarde, Michael Collins foi assassinado no dia 22 de Agosto de 1922, durante a guerra civil Irlandesa. Em 1925, Kitty conheceu e apaixonou Felix Cronin. Em 24 de Julho de 1945, Kitty Kiernan morreu da doença de Bright.
Em 1996, a actriz americana Julia Roberts interpretou Kitty Kiernan no filme Michael Collins, realizado por Neil Jordan.